# Gjerstads kommun
Gjerstads kommun norska: Gjerstad kommune) är en kommun i Agder fylke i södra Norge. Kommunens centralort är tätorten Gjerstad.
Stortingsledamoten Inger Løite föddes i Gjerstads kommun.
Tidigare har kommunen tillhört dåvarande Aust-Agder fylke.

## Administrativ historik
Gjerstads kommun upprättades den 1 januari 1838 (som Gjerrestad formannskapsdistrikt) när Formannskapslovene från 1837 trädde i kraft. Kommunens gränser har förblivit oförändrade sedan dess.

## Tätorter
I Gjerstads kommun finns två tätorter:
- Eikeland
- Gjerstad (centralort)

## Socknar
Inom Norska kyrkan motsvaras Gjerstads kommun av Gjerstads socken i Aust-Nedenes prosteri i Agder og Telemarks stift.